# Покатигорошек (сказка)
«Покатигорошек» (также «Катигорошек», «Иван-Горошко»; укр. Котигорошко) — сюжет восточнославянских народных сказок, где главным героем является Покатигорошек. Относится к так называемым волшебным сказкам.
По системе классификации сказочных сюжетов Аарне-Томпсона имеет индекс 312D «Катигорошек»: сестра унесена змеем (вороном и др.); старшие братья ищут её и погибают; младший побеждает змея, освобождает сестру, оживляет братьев.
Первая публикация сказки на русском языке относится к XVIII веку. Существует русских вариантов — 13 (из них три под номерами 133, 134, 560 опубликованы в сборнике Афанасьева), украинских — 27, белорусских — 11.
Сказка печаталаcь в сборниках сказок и отдельной книгой, а также выпускалась в виде аудиосказки.

## Сюжет
Смок (Змей Горыныч) или в другом варианте Лютый Змей — похищает сестру трёх братьев, которая носила им в поле обед. Братья приходят вызволять девушку, но Змей даёт им задание: порубить железную колоду без топора и сжечь без огня. Братья не справляются с трудной задачей, и Змей убивает их (или заточает в тюрьму). Мать братьев идёт на реку и видит по пути катящуюся горошину. Она съедает её, и у неё рождается сын — Покатигорошек. Когда он вырастает, то идёт спасать сестру и братьев. Змей опять даёт ему то же задание; Покатигорошек показывает свою силу: одним касанием пальца разбивает колоду в щепки, а когда дует — она превращается в пепел.
Змей вызывает Покатигорошка на бой; тот убивает его, освобождает сестру и воскрешает (вызволяет) братьев; испугавшись его чудесной силы, братья привязывают его к дубу (объяснение, почему он не вернулся домой). Но Горох спасается, а в другом варианте (более раннем) он идёт в змеиное царство через три царства, через многие дороги, неизведанными путями и убивает Змея, приходит домой и его провозглашают царем Горохом.
Также известны подвиги Покатигорошка в компании других богатырей (Вернигоры или Свернигоры, Вырвидуба, и т. п.) — битва со старичком «сам с ноготь, борода с локоть», укравшим царевну или трёх царевен; для борьбы с подземными духами Покатигорошек спускается под землю, откуда его выносит гриф.

## В культуре
- Пьесу-сказку «Покатигорошек»[6] в 1950 году написал Анатолий Шиян.

### Экранизации
- Летающий корабль - советский художественный фильм- сказка, выпущенный в 1960 году Киностудией имени Александра Довженко.
- «Покатигорошек» — советский мультфильм, выпущенный в 1970 году студией «Киевнаучфильм».
- «Покатигорошек» — советский мультфильм, выпущенный в 1990 году студией «Беларусьфильм».
- «Волшебный горох» — украинский мультфильм, выпущенный в 2008 году киностудией «Укранимафильм».
- «Приключения Катигорошка и его друзей[укр.]» — украинский мультсериал, выпущенный в 2014 году киностудией «Укранимафильм».

## В технике
В Советском Союзе существовал игровой автомат «Котигорошко», где был реализован сюжет одноимённой сказки.